# Cercal (Cadaval)
Cercal é uma povoação portuguesa do Município do Cadaval que foi sede da extinta Freguesia de Cercal, freguesia que tinha 20,33 km² de área e 560 habitantes (2011), e, por isso, uma densidade populacional de 27,5 hab/km².
A Freguesia de Cercal foi extinta em 2013, no âmbito de uma reforma administrativa nacional, tendo sido agregada à Freguesia de Lamas, para formar uma nova freguesia denominada União das Freguesias de Lamas e Cercal com a sede em Lamas.

## População
| População da freguesia de Cercal | População da freguesia de Cercal | População da freguesia de Cercal | População da freguesia de Cercal | População da freguesia de Cercal | População da freguesia de Cercal | População da freguesia de Cercal | População da freguesia de Cercal | População da freguesia de Cercal | População da freguesia de Cercal | População da freguesia de Cercal | População da freguesia de Cercal | População da freguesia de Cercal | População da freguesia de Cercal | População da freguesia de Cercal |
| -------------------------------- | -------------------------------- | -------------------------------- | -------------------------------- | -------------------------------- | -------------------------------- | -------------------------------- | -------------------------------- | -------------------------------- | -------------------------------- | -------------------------------- | -------------------------------- | -------------------------------- | -------------------------------- | -------------------------------- |
| 1864                             | 1878                             | 1890                             | 1900                             | 1911                             | 1920                             | 1930                             | 1940                             | 1950                             | 1960                             | 1970                             | 1981                             | 1991                             | 2001                             | 2011                             |
| 513                              | 504                              | 523                              | 498                              | 554                              | 611                              | 689                              | 753                              | 800                              | 774                              | 611                              | 626                              | 531                              | 534                              | 560                              |

## Património
- Castro de São Salvador
- Morabito do Cercal ou Capela de Nossa Senhora da Ajuda (Cercal)
- Igreja Matriz do Cercal (Igreja de São Vicente)
- Chafariz do Cercal

## Lugares pertencentes à freguesia
- São Salvador